# Diócesis de Katsina-Ala
La diócesis de Katsina-Ala (en latín: Dioecesis Katsinensis-Alensis y en inglés: Roman Catholic Diocese of Katsina-Ala) es una circunscripción eclesiástica de la Iglesia católica en Nigeria. Se trata de una diócesis latina, sufragánea de la arquidiócesis de Abuya. Desde el 9 de abril de 2022 su obispo es Isaac Bunde Dugu.

## Territorio y organización
La diócesis tiene 6465 km² y extiende su jurisdicción sobre los fieles católicos de rito latino residentes en el estado de Benue en los distritos de Katsina-Ala, Logo y Ukum.
La sede de la diócesis se encuentra en la ciudad de Katsina-Ala, en donde se halla la Catedral de San Gerardo Mayela.
En 2021 en la diócesis existían 34 parroquias agrupadas en 5 decanatos.

## Historia
La diócesis fue erigida el 29 de diciembre de 2012 con la bula Fidem intuentes del papa Benedicto XVI, obteniendo el territorio de la diócesis de Makurdi.

## Estadísticas
Según el Anuario Pontificio 2022 la diócesis tenía a fines de 2021 un total de 209 900 fieles bautizados.
| Año                                                                             | Población            | Población | Población      | Sacerdotes | Sacerdotes    | Sacerdotes    | Bautizados por sacerdote | Diáconos permanentes | Religiosos | Religiosos | Parroquias |
| Año                                                                             | Bautizados católicos | Total     | % de católicos | Total      | Clero secular | Clero regular | Bautizados por sacerdote | Diáconos permanentes | Varones    | Mujeres    | Parroquias |
| ------------------------------------------------------------------------------- | -------------------- | --------- | -------------- | ---------- | ------------- | ------------- | ------------------------ | -------------------- | ---------- | ---------- | ---------- |
| 2012                                                                            | 338 497              | 676 000   | 50.1           | 32         | 32            |               | 10 578                   |                      |            | 8          | 18         |
| 2013                                                                            | 346 000              | 691 000   | 50.1           | 32         | 32            |               | 10 812                   |                      |            | 8          | 18         |
| 2016                                                                            | 195 600              | 271 264   | 72.1           | 59         | 55            | 4             | 3315                     |                      | 4          | 6          | 15         |
| 2019                                                                            | 214 175              | 296 375   | 72.3           | 72         | 64            | 8             | 2974                     |                      | 8          | 8          | 33         |
| 2021                                                                            | 209 900              | 290 371   | 72.3           | 69         | 62            | 7             | 3042                     |                      | 7          | 6          | 34         |
| Fuente: Catholic-Hierarchy, que a su vez toma los datos del Anuario Pontificio. |                      |           |                |            |               |               |                          |                      |            |            |            |

## Episcopologio
- Peter Iornzuul Adoboh † (29 de diciembre de 2012-14 de febrero de 2020 falleció)
  - Sede vacante (2020-2022)[nota 1]
- Isaac Bunde Dugu, desde el 9 de abril de 2022